# Viadanica
Viadanica es una localidad y comune italiana de la provincia de Bérgamo, región de Lombardía, con 1.078 habitantes.

## Evolución demográfica
| Gráfica de evolución demográfica de Viadanica entre 1861 y 2001 |
|                                                                 |
| Fuente ISTAT - elaboración gráfica de Wikipedia                 |